# آبی (فیلم ۲۰۰۱)
آبی (به انگلیسی: Blue) فیلمی ژاپنی در سبک درام رمانتیک به کارگردانی هیروشی آندو با بازی میکاکو ایچیکاوا محصول سال ٢۰۰٢ است. این فیلم بر اساس مانگایی به همین نام از کیریکو نانانان ساخته شده است. این فیلم در سال ۲۰۰٢ در سینماهای ژاپن اکران و نسخهٔ دی‌وی‌دی در تاریخ ۲۹ مارس ۲۰۰۳ توزیع شد.